# Cratere Townsend
Townsend è un cratere sulla superficie di Marte.
Il cratere è dedicato a Marjorie Townsend, una scienziata statunitense.